# 童話館
童話館（どうわかん）は、子どもの本を専門とする日本の書店。

## 概要
1981年（昭和56年）12月に現代表・川端翔の父親である川端強が子どもの本の専門書店として設立。翌1982年（昭和57年）から、遠方の顧客のために絵本・児童書の定期配本システム「ぶっくくらぶ」の運営を開始。読者となる子どもの年齢に応じた配本コースを複数用意し、病医院、郵便局、自治体の子育支援機関に小冊子「絵本のある子育て」を置かせてもらう形で新規顧客を増やしていった。絵本の選択ならびに小冊子の内容には、代表者である川端の選択眼と絵本観が強く反映されている。
当初は既刊書籍のみを扱っていたが、絶版になった絵本を復刊するため、童話館グループの一翼として1995年（平成7年）に株式会社童話館出版を設立。絶版絵本や外国語絵本、CAP関連書籍などの出版を担当している。
1999年（平成11年）、童話館グループは、大浦天主堂やグラバー園のある南山手町に「祈りの丘絵本美術館」を設立し、書店部門も市の中心部から美術館1階へ移転。
2001年（平成13年）、童話館設立20周年記念として「子どもの平和と生存のための童話館基金」（略称　童話館基金）を設立。アジア地域で、子どもと女性にかかわる事業への支援などを行っている。
2008年（平成20年）からは年に1回、会員および購読歴の長い元会員も対象とする年刊雑誌『紙結い』を発行している。
2014年（平成26年）、強の死去に伴い子息の翔が2代目代表に就任した。

### 所在地
- 総合オフィス
  - 〒850-0055　長崎市中町5-21

- 美術館、書店部門
  - 〒850-0931　長崎市南山手町2-10

## 童話館出版
株式会社童話館出版（どうわかんしゅっぱん）は、長崎市にある出版社。代表、川端翔。資本金500万円。童話館グループの子会社。子どもの本および幼い子どもを持つ保護者向けの書籍を専門とする。
童話館初代代表の川端強（翔の父）は、絵本の定期配本システム「童話館ぶっくくらぶ」を運営する中で、絶版になった絵本の復刊を目的として、1995年に株式会社童話館出版を設立。現在では絶版絵本の復刊だけでなく、外国語絵本の翻訳や、新刊書なども出版している。200点を超える刊行書籍は一般書店でも取り扱いはあるが、童話館グループの定期配本システム「ぶっくくらぶ」でも配本される。

### 所在地
- 〒850-0055　長崎市中町5-21
（童話館グループの総合オフィスと同じ場所）

### 既刊書籍例
- ジュディス カー『おちゃのじかんにきたとら』晴海 耕平（翻訳）1994年　ISBN 978-4924938212
- ハンス・クリスチャン アンデルセン『マッチうりの女の子』スベン オットー (イラスト),  乾 侑美子 (翻訳) 1995年　ISBN 978-4924938281
- ジャック ガントス『あくたれラルフ』ニコール ルーベル (イラスト),　いしい ももこ (翻訳) 1995年　ISBN 978-4924938267
- ポール ガルドン『三びきのこぶた』晴海 耕平 (翻訳）　1995年　ISBN 978-4924938236
- バージニア・リー・バートン『マイク・マリガンとスチーム・ショベル』石井 桃子（翻訳）1995年　ISBN 978-4924938298
- マーガレット・ワイズ ブラウン『どこへいってた?』バーバラ クーニー (イラスト), うちだ りさこ (翻訳）1996年　ISBN 978-4924938588
- ハンス・クリスチャン アンデルセン『おやゆびひめ』スベン オットー (イラスト), 乾侑美子（翻訳）1996年　ISBN 978-4924938557
- 森田ゆり『あなたが守る あなたの心・あなたのからだ』1997年　ISBN 978-4924938809
第45回（1998年）産経児童出版文化賞受賞。CAP関連書籍。
- コーラ・アネット『アルフはひとりぼっち (子どもの文学・緑の原っぱシリーズ (2)) スティーブン・ケロッグ (イラスト), 掛川 恭子 (翻訳) 1998年　ISBN 978-4924938953
- 川端強編『絵本の森の魔法の果実』童話館出版 1999年　ISBN 978-4887500105
- ジョン・バーニンガム『はたらくうまのハンバートとロンドン市長さんのはなし』神宮 輝夫 (翻訳) 　1999年　ISBN 978-4924938922
- マージェリィ ウィリアムズ『ビロードうさぎ』ウィリアム ニコルソン (イラスト), いしい ももこ（翻訳）2002年　ISBN 978-4887500365
- 佐藤 真紀『戦火の爪あとに生きる—劣化ウラン弾とイラクの子どもたち』 2006年　ISBN 978-4887500808

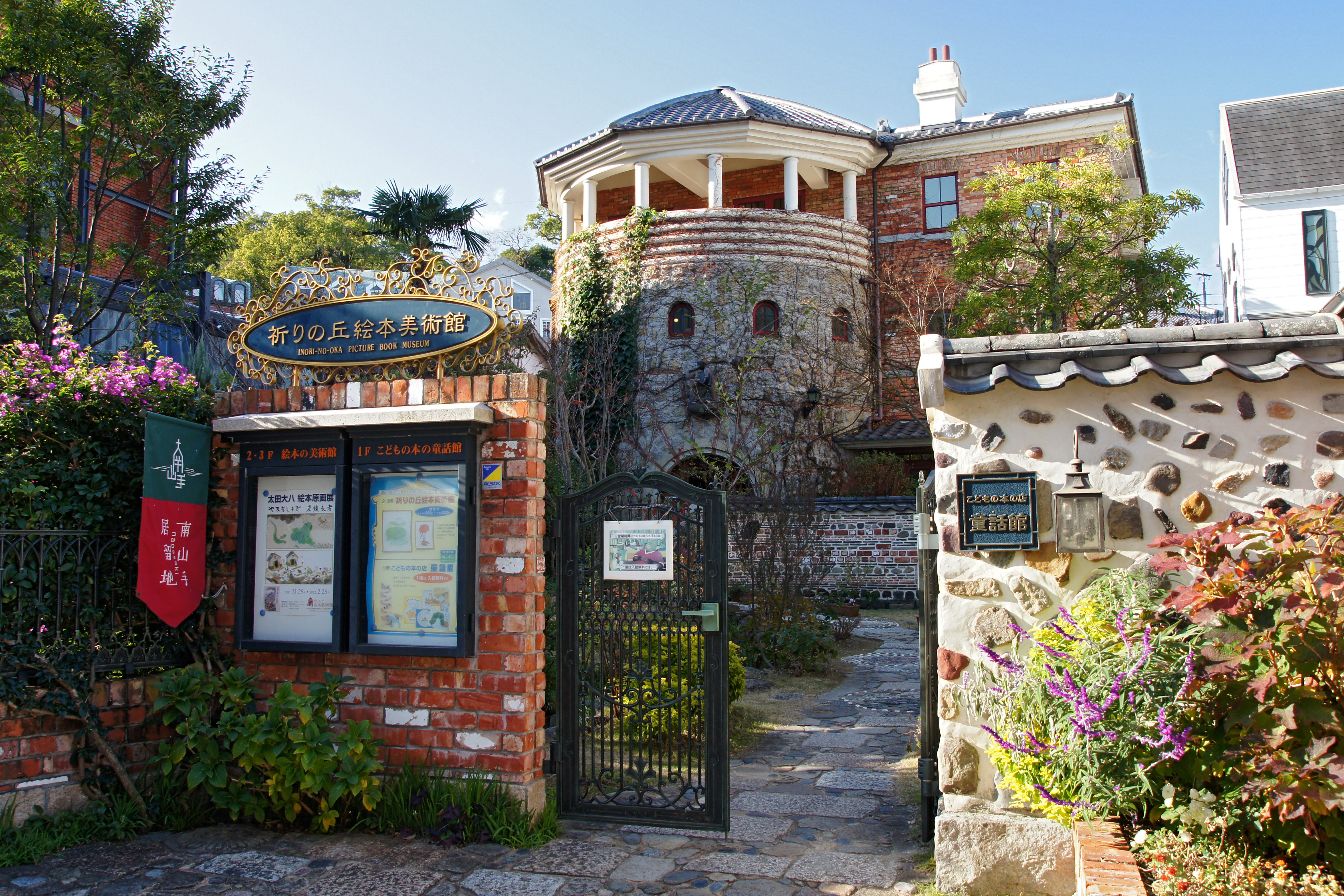
美術館・書店部門の建物。

## 祈りの丘絵本美術館
祈りの丘絵本美術館（いのりのおかえほんびじゅつかん）は、絵本原画の展示を専門とする美術館。1999年、童話館グループによって設立された。大浦天主堂やグラバー園のある南山手町のグラバー通りに面して建つ。入場無料。建物の2，3階部分が美術館で、1階部分には童話館の書店部門がある。

### 所在地
- 〒850-0931　長崎市南山手町2-10